# Tojáskaland
A Tojáskaland (eredeti cím: Una película de huevos) 2006-ban bemutatott mexikói 2D-s számítógépes animációs film, amelyet Gabriel Riva Palacio Alatriste írt és rendezett. A zenéjét Carlos Zepeda szerezte, a producere Rodolfo Riva Palacio Alatriste volt. A Huevocartoon Producciones készítette, a Videocine forgalmazta.
Mexikóban 2006. április 21-én mutatták be a mozikban, Magyarországon 2013. április 8-án a Film+-on vetítették le a televízióban az IKO Kábeltévé (Kft.) kínálatában.

## Szereplők
| Szereplő        | Eredeti hang                   | Magyar hang      | Leírás                                              |
| --------------- | ------------------------------ | ---------------- | --------------------------------------------------- |
| Toto            | Bruno Bichir                   | Markovics Tamás  | a film hőse, egy csirketojás                        |
| Willy           | Carlos Espejel                 | Seszták Szabolcs |                                                     |
| Bibi            | Angélica Vale                  | Roatis Andrea    |                                                     |
| Coco            | Rodolfo Riva Palacio Alatriste |                  | a krokodil tojás                                    |
| Cuache          | Rodolfo Riva Palacio Alatriste | Csuha Lajos      | a másik oposszum                                    |
| Iguano          | Rodolfo Riva Palacio Alatriste |                  | a leguán tojás                                      |
| Huevay          | Rodolfo Riva Palacio Alatriste | Pálmai Szabolcs  | a csokoládé tojás, aki megszökik a tojásokkal       |
| Serp (Csőri)    | Gabriel Riva Palacio Alatriste | Magyar Bálint    | a csörgőkígyó tojás                                 |
| Confi           | Gabriel Riva Palacio Alatriste | Haagen Imre      | a konfetti tojás                                    |
| Torti (Teki)    | Gabriel Riva Palacio Alatriste | Kapácsy Miklós   | az aligátorteknős tojás                             |
| Tlacua          | Fernando Meza                  |                  | az egyik oposszum                                   |
| Lagartijo       | Fernando Meza                  |                  | a gyík tojás                                        |
| Toto anyja      | Lourdes Morán                  | Halász Aranka    | egy tyúk, aki félti a tojását, Totot                |
| Kövér tyúk      | María Santander                | Némedi Mari      | az egyik tyúk, aki szemüveget és nyakláncot visel   |
| Sovány tyúk     | Alejandra Estrada              | Szitás Barbara   | a másik tyúk, aki fülbevalót hord                   |
| Tojás vezető    | Blas García                    | Forgács Gábor    |                                                     |
| Bebé            | Enzo Fortuny                   |                  | Bibi vörös hajú bátyja                              |
| Bubi            | Mario Filio                    |                  | Bibi szőke hajú bátyja                              |
| Clara           | Gaby Torres                    | Kiss Anikó       |                                                     |
| Krokodil        | Rubén Moya                     | Törköly Levente  | a krokodil, Coco apja                               |
| Elpuhult tojás  | Carlos Cobos                   | Grúber Zita      |                                                     |
| Szalonna        | Miguel Guerrero                | Gardi Tamás      | a disznó szalonna, aki a baki felvételen megszólalt |
| Tojás fogoly #1 | Mario Filio                    | Imre István      | az egyik rabtojás a tojástartóban                   |
| Tojás fogoly #2 | Humberto Espinoza              | Gardi Tamás      | a másik rabtojás a tojástartóban                    |
| Tojás fogoly #3 | Humberto Espinoza              | Fehér Péter      | a harmadik rabtojás a tojástartóban                 |
| Farmer          | Humberto Espinoza              | Rékai Nándor     | a tojásos gazda                                     |
| Anya            | Joanna Brito                   | Kocsis Mariann   | a kövér anyuka, aki tojásokat vet a boltból         |
| Apa             | Armando Coria                  | Katona Zoltán    | a szemüveges apuka, aki a tojások miatt panaszkodik |

## Televíziós megjelenések
Film+, RTL Klub